# Радісненська селищна рада
Ра́дісненська се́лищна ра́да — колишня адміністративно-територіальна одиниця та орган місцевого самоврядування в Іванівському районі Одеської області. Адміністративний центр — селище міського типу Радісне.

## Загальні відомості
Радісненська селищна рада утворена в 1975 році.
- Територія ради: 6,07 км²
- Населення ради: 1 864 особи (станом на 2001 рік)
- Територією ради протікає річка Малий Куяльник

## Населені пункти
Селищній раді були підпорядковані населені пункти:
- смт Радісне

## Склад ради
Рада складалася з 16 депутатів та голови.
- Голова ради: Хайнацька Наталія Володимирівна
- Секретар ради:

### Керівний склад попередніх скликань
| Прізвище, ім'я, по батькові     | Основні відомості                                                | Дата обрання |  | Дата звільнення |
| ------------------------------- | ---------------------------------------------------------------- | ------------ |  | --------------- |
| Савченко Віктор Дорофтійович    | Селищний голова, 1952 року народження, освіта вища, безпартійний | 26.03.2006   |  | 25.10.2015      |
| Хайнацька Наталія Володимирівна | Селищна голова,1964 року народження, освіта вища, позапартійна   | 11.06.2017   |  | 29.10.2017      |

Примітка: таблиця складена за даними сайту Верховної Ради України

### Депутати
За результатами місцевих виборів 2010 року депутатами ради стали:

#### За суб'єктами висування
| Суб'єкт висування                                       | Кількість обраних депутатів | %    |
| ------------------------------------------------------- | --------------------------- | ---- |
| Партія регіонів                                         | 7                           | 43,8 |
| Політична партія «Фронт Змін»                           | 4                           | 25   |
| Політична партія Всеукраїнське об'єднання «Батьківщина» | 2                           | 12,5 |
| Самовисування                                           | 2                           | 12,5 |
| Соціалістична партія України                            | 1                           | 6,3  |

#### За округами
| № округу                                                | Прізвище, ім'я, по батькові     | Дата визнання обраним | Освіта             | Партійна приналежність              | Відомості про обраного депутата                           |
| ------------------------------------------------------- | ------------------------------- | --------------------- | ------------------ | ----------------------------------- | --------------------------------------------------------- |
| Партія регіонів                                         |                                 |                       |                    |                                     |                                                           |
| 4                                                       | Тодоров Юрій Олександрович      | 01.11.2010            | вища               | позапартійний                       | ВАТ АПК «Південний», начальник охорони                    |
| 5                                                       | Мельохіна Світлана Ярославівна  | 01.11.2010            | середня спеціальна | член Партії регіонів                | тимчасово не працює                                       |
| 9                                                       | Долинський Валентин Васильович  | 01.11.2010            | середня            | позапартійний                       | тимчасово не працює                                       |
| 10                                                      | Березюк Павло Павлович          | 01.11.2010            | середня спеціальна | позапартійний                       | тимчасово не працює                                       |
| 11                                                      | Голубіна Ярослава Франківна     | 01.11.2010            | вища               | позапартійна                        | Радіснянська селищна рада, секретар                       |
| 14                                                      | Голубін Олександр Костянтинович | 01.11.2010            | вища               | позапартійний                       | Радісненська селищна рада, керівник маркетинг-мото гуртка |
| 16                                                      | Свінцицька Галина Іванівна      | 01.11.2010            | вища               | позапартійна                        | ГЖКГ «Господар», бухгалтер                                |
| Політична партія Всеукраїнське об'єднання «Батьківщина» |                                 |                       |                    |                                     |                                                           |
| 3                                                       | Юрасова Ольга Анатоліївна       | 01.11.2010            | середня спеціальна | позапартійна                        | ВАТ АПК «Південний», охоронець                            |
| 7                                                       | Ковальчук Володимир Михайлович  | 01.11.2010            | середня спеціальна | позапартійний                       | пенсіонер                                                 |
| Політична партія «Фронт Змін»                           |                                 |                       |                    |                                     |                                                           |
| 6                                                       | Молдованенко Віктор Михайлович  | 01.11.2010            | середня спеціальна | позапартійний                       | пенсіонер                                                 |
| 8                                                       | Перчиклій Олег Іванович         | 01.11.2010            | вища               | член Політичної партії «Фронт Змін» | приватний підприємець                                     |
| 13                                                      | Молдованенко Михайло Вікторович | 01.11.2010            | середня спеціальна | позапартійний                       | приватний підприємець                                     |
| 15                                                      | Шевчук Олександр Володимирович  | 01.11.2010            | середня            | позапартійний                       | приватний підприємець «Шевчук»                            |
| Соціалістична партія України                            |                                 |                       |                    |                                     |                                                           |
| 2                                                       | Гурський Валентин Васильович    | 01.11.2010            | вища               | позапартійний                       | ВАТ АПК «Південний», охоронець                            |
| Самовисування                                           |                                 |                       |                    |                                     |                                                           |
| 1                                                       | Самсонова Ірина Григорівна      | 01.11.2010            | середня спеціальна | позапартійна                        | , перукар                                                 |
| 12                                                      | Мельник Георгій Володимирович   | 01.11.2010            | середня спеціальна | позапартійний                       | пенсіонер                                                 |